# Orestien
Orestien er navnet på den eneste bevarede trilogi fra oldtiden. 
Orestien består af stykkerne Agamemnon, Sonofferet og Eumeniderne og de havde oprindelig næppe særskilte titler som i dag. Den er skrevet af Aischylos (eller Aeschylus). Trilogien blev opført ved Dionysos-festlighederne i 458 f.Kr. hvor den vandt førsteprisen. Oprindelig var trilogien en tetralogi, idet satyrspillet 'Proteus' er gået tabt. Orestien har navn efter Orestes.
Stykkets idé er bystatens Athens bevægelse fra den personlige hævn til en samfundsmæssig håndhævelse af straf.

## Handlingen

### Agamemnon
Kong Agamemnon vender sejrrig hjem fra krigen i Troja efter mere end 10 år. Som krigsbytte medbringer han sandsigersken Kassandra, som han har taget til elskerinde. Hans hustru Klyteimestra byder tilsyneladende sin mand velkommen hjem, men er i virkeligheden rasende på ham: dels ofrede han deres datter Ifigenia til guderne for at få vind i sejlene, så han kunne sejle mod Troja, dels har hun taget en elsker, Aigisthos. I sit raseri slår hun både Agamemnon og Kassandra ihjel.

### Sonofferet
Da Agamemnon og Klyteimestras datter, Elektra, hører om moderens drab på faren, kalder hun sin bror Orestes til sig. Han er netop vendt hjem fra landflygtighed. Hun maler moderens brutale drab på deres far for ham og presser ham til hævn. På Agamemnons grav sværger de at dræbe moderen og hendes elsker Aigisthos, der har overtaget tronen. Orestes drager mod slottet for at slå Klyteimestra ihjel, men hun er lige ved at overtale ham til at lade være. Han dræber både moren og Aigisthos, men får med det samme skyldfølelse og flygter.

### Euminiderne
Jaget af skyldfølelse over modermordet flygter Orestes til Apollons tempel i Delfi. Apollon giver ham medhold i, at han var i sin gode ret til at hævne sin far. Men samtidig vækker Klyteimestras genfærd de sovende hævngudinder Erinyerne til at jage og ødelægge Orestes. Erinyerne opsøger Orestes i Delfi og kræver ham udleveret, men Apollon nægter, og Orestes er ved at blive vanvittig. Midt i den tilspidsede konflikt ankommer Pallas Athene, bystaten Athens skytsgudinde. Hun befaler de kæmpende at bilægge striden og overlade afgørelsen om Orestes' skyld til et råd af ældre, der skal høre begge parter og fælde dom. Begge parter taler deres sag, og ved afgørelsen står dommernes stemmer lige. Pallas Athene træffer afgørelsen ved at give sin stemme til Orestes, der frikendes. Erinyerne raser, men Pallas Athen overtaler dem til at blive byen Athens beskyttere under navnet Euminiderne, mens koret hylder den nye retsorden og jubler.

## Orestiens betydning
Orestien har givet inspiration til talrige skuespil, bøger, malerier mm. Et af de kendteste er Eugene O'Neills 'Sorg klæder Elektra fra 1929-31. Historien er flyttet til den amerikanske borgerkrig 1864-65 og udspiller sig i en hjemvendt generals familie. Selv om den indeholder både fader- og modermord, indeholder O'Neills trilogi ingen samfundsmæssig ophævelse af hævnen. Temaet er forskudt fra hævn, skyld og forsoning til de tvangsmæssige psykiske mekanismer, en familie er underlagt, og som går i arv fra far og mor til søn og datter.

## Orestien og Danmark
Orestien er i forbindelse med Kulturby '96 opført af The Russian Theatre Confederation, instrueret af Peter Stein, i Torpedohallen på Holmen i København. Forestillingen varede mere end 12 timer og spilledes d. 18. - 19. maj. Trilogien er udkommet flere gange i bogform, senest i Otto Steen Dues oversættelse fra 2007 og har været antaget til opførelse på Det Kongelige Teater uden at være opført. Foråret 2019 opfører Aarhus Teater en nyfortolkning .